# Адамівка (Носівська міська громада)
Ада́мівка — село в Україні, у Носівській міській громаді Ніжинського району Чернігівської області. Населення становить 250 осіб. Орган місцевого самоврядування — Носівська міська рада.

## Історія
Село засноване носівським старостою Адамом Киселем у середині 1630-х років на території Чернігівського воєводства Речі Посполитої. Його було засновано на землях, спірних з Остерським староством, і тому ще до 1640 року остерський староста Степан Аксак оспорював Адамівку в Адама Киселя, але невдало.
На початку Хмельниччини Адамівка 1648 року відійшла Війську Запорозькому у складі його Носівської сотні Ніжинського полку.
Починаючи з 1659 року, територія Ніжинського полку стала ареною воєнних дій між Військом Запорозьким і Московським царством, яке намагалося позбавити Військо Запорозьке незалежності і включити його до свого складу. У цій війні за ціну переходу на бік Московського царства ніжинський полковий осавул Леонтій Бут 1660 року отримав право на маєток Адама Киселя в Адамівці. В результаті фактичної окупації 1669 року московськими військами частини території Війська Запорозького, включно з Ніжинським полком, настановлена московським урядом окупаційна адміністрація, очолювана Дем'яном Гнатовичем, передала Носівську сотню, включно з Адамівкою, до складу Київського полку.
В другій половині 1730-х років Адамівку привласнив московський царедворець Бургард-Крістоф Мініх, обертаючи козаків на кріпаків. Проте, 1741 року його було репресовано, а Адамівку передано коханцеві нової московської цариці Єлизавети Романової Олексієві Розумовському. Після цього в Адамівці почала порядкувати його матір Наталя Розумиха, яка народилася в Адамівці близько 1690 року в родині козака Дем'яна Демешка. На її замовлення в Адамівці було побудовано розкішний будинок. По смерті 1771 року Олексія Розумовського маєток в Адамівці залишився у власності Розумовських.
Після анексії 1781 року Московським царством території Війська Запорозького і ліквідації, у зв'язку з цим, полково-сотенного устрою Адамівка увійшла до складу Козелецького повіту Київського намісництва.
За Описом Київського намісництва 1781 року в «селі Адамівці його сіятельства графа Розумовського» Носівської сотні Київського полку було: дворян і шляхетства — 1 родина, різночинців — 2 родини, духовенства — 1 родина, церковників — 2 родини, козаків виборних — 2 хати, козаків-підпомічників — 24 хати, посполитих — 54 хати.
1796 року лівобережна по Дніпру частина Київського намісництва включно з Козелецьким повітом з Адамівкою в його складі була передана до новоствореної Малоросійської губернії, а після її розділення 1802 року на Полтавську і Чернігівську губернії — до Чернігівської губернії. В Списку наявних в Малоросійській губернії селищ 1799—1801 років зазначено, що в Адамівці, яку віднесено до Ніжинського повіту, мешкає 244 особи чоловічої статі, що сплачують податки.
Станом на 1885 рік Адамівка входила до складу Держанівської волості Козелецького повіту Чернігівської губернії. Тоді в ній на 117 дворах мешкали 583 особи, була православна церква і постоялий будинок.
В ході розпаду Московського царства і проголошення 1917 року Української Народної Республіки за її адміністративною реформою, постановленою 6 березня 1918 року, частина Козелецького повіту включно з Адамівкою увійшла до Чернігівщини. Проте, внаслідок Гетьманського перевороту 1918 року реформу було скасовано і відновлено старий адміністративний устрій.
Впродовж 1918—1919 років Чернігівщина стала ареною воєнних дій між Українською Народною Республікою (УНР) і Московською Федерацією, внаслідок чого її в січні-лютому 1919 року було окуповано комуністичними московськими військами і включено до складу так званої «украї́нської соціялісти́чної радя́нської респу́бліки», підконтрольної комуністичній Москві і 1922 року примусово включеної до складу псевдофедеративного СССР. Держанівську волость з Адамівкою в її складі було 1932 року перетворено на Держанівську сільську раду, яку після багатьох перемін було включено до складу Носівського району Чернігівської області.
Під час Голодомо́ру 1932—1933 років від нього в Адамівці померло 15 осіб
Носівський район був ліквідований 17 липня 2020 року Постановою Верховної Ради України №3650 «Про утворення та ліквідацію районів». Адамівку було включено до складу Носівської міської громади, яка увійшла до Ніжинського району.

## Церква
Михайлівська церква:
- 1787 — священник Федір Данилович Маневецький
- 1815 — священник Ілля Баранович (помер до 1823)
- 1823 — заштатний священник Федір Манівецкий (Маневецький)
- 1824 — священник Василь Нещеретов.

## Географія
Адамівка розташована на лівому березі ріки Остер в 18-ти кілометрах на північний захід від Носівки, з якою поєднана дорогою з твердим покриттям, на якій в Адамівці є міст через Остер.
Клімат
| Клімат Адамівки           | Клімат Адамівки | Клімат Адамівки | Клімат Адамівки | Клімат Адамівки | Клімат Адамівки | Клімат Адамівки | Клімат Адамівки | Клімат Адамівки | Клімат Адамівки | Клімат Адамівки | Клімат Адамівки | Клімат Адамівки | Клімат Адамівки |
| Показник                  | Січ.            | Лют.            | Бер.            | Квіт.           | Трав.           | Черв.           | Лип.            | Серп.           | Вер.            | Жовт.           | Лист.           | Груд.           | Рік             |
| Середній максимум, °C     | −2,9            | −1,5            | 3,7             | 13,3            | 20,6            | 23,8            | 25,0            | 24,2            | 19,0            | 12,0            | 4,4             | 0,0             | 11              |
| Середня температура, °C   | −5,9            | −4,7            | 0,2             | 8,6             | 15,2            | 18,5            | 19,7            | 18,8            | 13,9            | 7,9             | 1,8             | −2,6            | 7               |
| Середній мінімум, °C      | −8,8            | −7,9            | −3,3            | 4,0             | 9,9             | 13,2            | 14,5            | 13,4            | 8,9             | 3,9             | −0,7            | −5,1            | 3               |
| Норма опадів, мм          | 41              | 35              | 34              | 45              | 45              | 75              | 81              | 62              | 46              | 36              | 47              | 47              | 594             |
| ------------------------- | --------------- | --------------- | --------------- | --------------- | --------------- | --------------- | --------------- | --------------- | --------------- | --------------- | --------------- | --------------- | --------------- |
| Джерело: climate-data.org |                 |                 |                 |                 |                 |                 |                 |                 |                 |                 |                 |                 |                 |

## Уродженці
- Розумовська Наталія Дем'янівна — матір останнього гетьмана України Кирила Розумовського.